# Austrochiloidea
Los austroquiloideos (Austrochiloidea) son una superfamilia de arañas araneomorfas, constituida por dos familias de arañas con ocho ojos:
- Austrochilidae: 3 géneros, 9 especies
- Gradungulidae: 7 géneros, 16 especies